# Красный Октябрь (Буда-Кошелёвский район)
Красный Октябрь (бел. Красны Акцябр) — посёлок в Октябрьском сельсовете Буда-Кошелёвского района Гомельской области Белоруссии.

## География

### Расположение
В 24 км на юго-восток от Буда-Кошелёво, 15 км от железнодорожной станции Лазурная (на линии Жлобин — Гомель), 23 км от Гомеля.

## Транспортная сеть
Шоссе Довск — Гомель. Планировка состоит из короткой прямолинейной улицы почти меридиональной ориентации (с обеих сторон шоссе) и застроенной двусторонне деревянными домами усадебного типа.

## История
Основан в начале 1920-х годов переселенцами из соседней деревни Череповка на бывших помещичьих землях. Первоначально посёлок был известен под названием Череповка-II, в 1924 году получил современное название. В 1929 году жители посёлка вступили в колхоз. В 1959 году в составе совхоза «Краснооктябрьский» (центр — деревня Октябрь).

## Население

### Численность
- 2004 год — 21 хозяйство, 46 жителей.

### Динамика
- 1926 год — 8 дворов, 36 жителей.
- 1959 год — 105 жителей (согласно переписи).
- 2004 год — 21 хозяйство, 46 жителей.